# Manhattan Jaspers

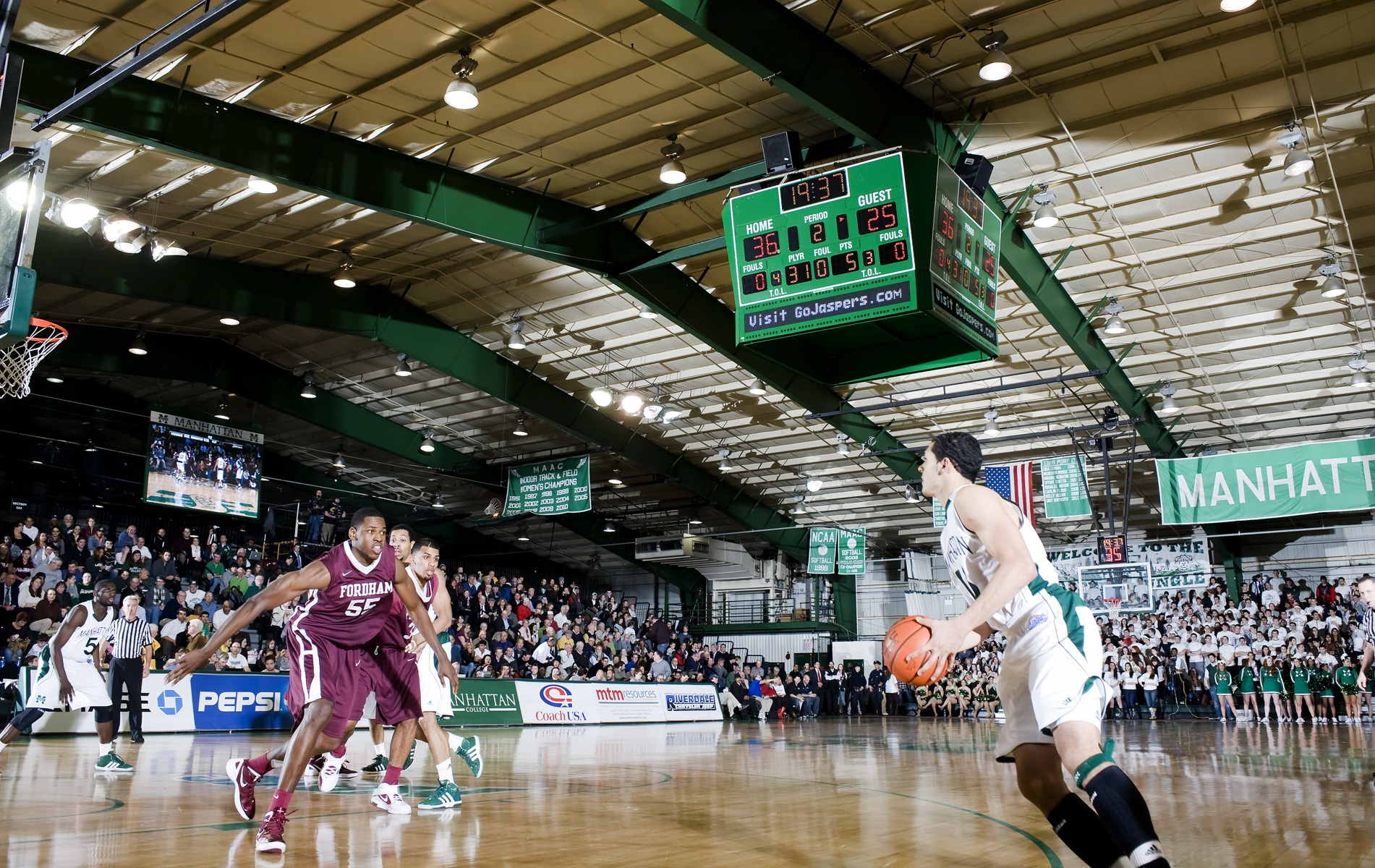
Partido de baloncesto masculino contra Fordham.

Manhattan Jaspers (Jaspers de Manhattan) es la denominación de los equipos deportivos de la Universidad de Manhattan, institución académica ubicada en el Bronx, Nueva York. Los Jaspers participan en las competiciones universitarias organizadas por la NCAA, y forman parte de la Metro Atlantic Athletic Conference desde su creación en 1981.

## Apodo y mascota
El apodo de Jaspers (en español, Jaspes) procede del Hermano Jaspe de María, de los Hermanos de las Escuelas Cristianas de La Salle que rigen la universidad, que vivió a finales del siglo XIX y fue el primer entrenador de béisbol de la universidad. No tienen mascota.

## Equipos
Los Jaspers tienen 9 equipos masculinos y 10 femeninos:
| Masculino: - Baloncesto - Campo a través - Fútbol - Lacrosse - Natación - Remo - Atletismo - Béisbol - Golf | Femenino: - Baloncesto - Campo a través - Fútbol - Lacrosse - Natación - Remo - Atletismo - Sófbol - Voleibol - Tenis |

## Baloncesto
El equipo masculino de baloncesto de los Jaspers ha ganado en 6 ocasiones la fase regular de la Metro Atlantic Athletic Conference, la última de ellas en 2006 y en tres ocasiones el torneo de conferencia. Nueve de sus jugadores han llegado a jugar en la NBA, destacando el dominicano Luis Flores.

## Instalaciones deportivas
- Draddy Gymnasium, es el pabellón donde disputan sus partidos los equipos de baloncestoy voleibol. Tiene una capacidad para 2.500 espectadores.[3]
- Gaelic Park, es el pabellón donde disputan sus encuentros los equipos de fútbol, lacrosse y softbol. Tiene una capacidad para 2.000 espectadores.[4]